# Уски пролаз (филм из 1990)
Уски пролаз (енгл. Narrow Margin), амерички је неоноар акциони криминалистички трилер филм из 1990. године, режисера Питера Хајамса, са Џином Хекменом и Ен Арчер, у главним улогама, као и Џејмсом Сикингом, Џеј Ти Волшом и М. Емет Волшом у осталим улогама. Филм говори о заменику окружног тужиоца Лос Анђелеса, који покушава да заштити сведока убиства од плаћених убица, док возом путују кроз канадску дивљину.
Филм је римејк истоименог филма из 1952. године, у режији Ричарда Флајшера.

## Радња
Пријатељи Керол, усамљене младе жене, наговорили су је да оде на „састанак на слепо“. Одлазећи на састанак у ресторан луксузног хотела, касније у хотелској соби, она је једини сведок убиства Мајкла Тарлоуа - човека кога је требало да упозна. Враћајући се кући, из вести сазнаје да је Мајкл био адвокат познатог гангстера Леа Вотса. Керол, која је у једном од убица препознала Леа, схвативши да мафија не оставља живе сведоке, бежи у Канаду, у малу планинску кућу. Заменик окружног тужиоца Лос Анђелеса Роберт Колфилд жели да се она врати, како би сведочила у његовом суђењу против Вотса. Али убице су нашле и њено скровиште. Роберт и Керол једва успевају да побегну из куће и крену возом, јединим средством комуникације на тим местима. До најближег града има око 20 часова, а убице су у истом возу, иако не знају како сведок изгледа, али одлично познају тужиоца, који их не познаје из виђења. Колфилду је потребна помоћ путника, али свако од њих може бити криминалац.

## Улоге
| Глумац        | Улога                                         |
| ------------- | --------------------------------------------- |
| Џин Хекман    | заменик окружног тужиоца Роберт Колфилд       |
| Ен Арчер      | Керол Ханикат                                 |
| Џејмс Сикинг  | Нелсон                                        |
| Џеј Ти Волш   | Мајкл Тарлоу                                  |
| М. Емет Волш  | детектив наредник Доминик Бенти               |
| Харис Јулин   | Лео Вотс                                      |
| Сузан Хоган   | Кетрин Велер                                  |
| Најџел Бенет  | Џек Вутон                                     |
| Џ. Е. Престон | главни заменик окружног тужиоца Мартин Ларнер |